# Oranges and Sunshine

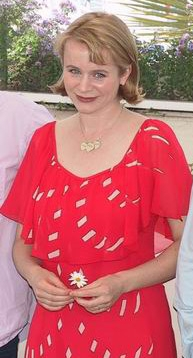
Emily Watson

Oranges and Sunshine (Naranjas y soles) es una coproducción británica-australiana dirigida por Jim Loach con guion de Rona Munro sobre la historia de la trabajadora social Margaret Humphreys que dedicó su vida a reunir los miles de niños británicos que fueron deportados a Australia y otros países del ex Imperio británico durante las décadas del 40-60.

## Argumento
La historia de Margaret Humphreys, trabajadora social de Nottingham que descubrió el escándalo de los "home children", una estrategia gubernamental para relocalizar niños huérfanos ingleses en Canadá, Australia y otros países del Commenwealth.
Protagonizada por Emily Watson, que se hizo acreedora al premio IF, Satellite Award, FCCA AWARD (Premio de la crítica australiana).

## Elenco
- Emily Watson - Margaret Humphreys
- Hugo Weaving - Jack
- David Wenham - Len
- Richard Dillane - Merv Humphreys
- Tara Morice - Pauline
- Kate Rutter - Vera
- Helen Grayson - Bureaucrat
- Ruth Rickman as Orphan

## Filmación
Se filmó en Adelaide, South Australia, Nottingham, Wirksworth, Derbyshire.